# Sianne
Die Sianne ist ein Fluss in Frankreich, der in der Region Auvergne-Rhône-Alpes verläuft. Sie entspringt beim Gipfel Buron de Toulouse in den Bergen des Cézallier, im Gemeindegebiet von Anzat-le-Luguet, entwässert über Südost nach Nordost durch den Regionalen Naturpark Volcans d’Auvergne und mündet nach rund 33 Kilometern im Gemeindegebiet von Blesle, nur wenige Meter oberhalb der Mündung des Flüsschens Voireuze, als linker Nebenfluss in den Alagnon. Auf seinem Weg durchquert die Sianne die Départements Puy-de-Dôme, Cantal und Haute-Loire.

## Orte am Fluss
- Vèze
- Auriac-l’Église
- La Beissière, Gemeinde Blesle